# 로즈마리 (드라마)
《로즈마리》는 2003년 10월 29일부터 2003년 12월 25일까지 방영한 한국방송공사의 텔레비전 드라마이다.

## 등장 인물

### 주요 인물
- 유호정 : 이정연 역
- 김승우 : 최영도 역
- 배두나 : 신경수 역 - 애니메이터
- 연정훈 : 장준오 역 - 백수
- 장현성 : 우지섭 역 - 수석 레지던트
- 박정학 : 김석태 역
- 김미경 : 조미숙 역
- 정영숙 : 오 여사 역 - 이정연의 시어머니
- 장항선 : 신인식 역 - 신경수의 아버지
- 한지안 : 최시내 역 - 이정연의 딸
- 이병준 : 최마루 역 - 이정연의 아들

### 그 외 인물
- 김민경 : 부잣집 딸 역

## 이모저모
- 극중 신경수 역의 캐스팅 문제로 골머리를 썩였는데 처음에는 박지윤이 낙점됐지만[1] 계약 문제로 출연을 포기하여 한은정이 두 번째 신경수 역으로 들어가는 듯 했으나[1] 작가와의 불협화음으로 빠져[2] 배두나가 천신만고 끝에 낙점됐다.
- 작가 송지나씨는 1989년 같은 방송사 일일극 세노야[3] 이후 14년 만에 KBS 드라마를 쓰게 됐는데 <로즈마리>의 전작 장희빈의 여주인공이었던 김혜수가 여동생 역으로 출연했다[3].
- 전작 장희빈은 외주 프로덕션(이스타즈) 김성훈 사장과 야외 연출 담당이었던 한철경 PD 사이의 폭행시비가 있었는데 <로즈마리>의 담당 연출자 이건준 PD가 조연출로 참여했던 봄날은 간다 출연진에 속한 김영철 김규리 등은 장희빈 외주제작사 대표 김성훈 사장이 대표이사로 있었던 매니지먼트 전문 회사인 스타즈 엔터테인먼트 소속[4]이었으며 이들 중 김규리는 본인이 속해있었던 매니지먼트사 사건도 있었으나 그룹 쿨 멤버 이재훈 등 여러 연예인들과의 스캔들[5] 때문에 한동안 연기 활동을 중단했는데 이건준 PD가 조연출로 참여한 드라마이자 유호정(이정연 역)이 여주인공으로 출연했던 드라마인 KBS 2TV 천사의 키스에서 최세림 역으로 나온 박상아는 김규리가 그랬던 것처럼 불미스러운 일[6]을 겪었고 이 때문에 2001년 이후 연기활동을 끝냈다.
- <로즈마리>처럼 '꽃'이란 제목이 들어간 드라마로[7] KBS 1TV 백만송이 장미, KBS 1TV 찔레꽃이 있는데 이들 중 <로즈마리>의 담당 PD 이건준씨, 백만송이 장미의 담당 PD 문보현씨가 조연출로 참여한 드라마인 KBS 2TV 봄날은 간다 출연진에 속했던 이휘향과 박혜숙은 찔레꽃 출연진이었다.
- 우지섭 역으로 나온 장현성은 담당 PD 이건준씨가 조연출로 참여한 KBS 2TV 미니시리즈 봄날은 간다 조연이었던 양택조의 사위[8]이며 2003년 12월 3일부터 12월 25일까지 <로즈마리>와 경쟁한 천국의 계단에서 태미라 역으로 나온 이휘향은 <로즈마리>의 담당 PD 이건준씨가 조연출을 맡았던 봄날은 간다 조연이었다.

## 수상 경력
- 2003년 KBS 연기대상 최우수 연기상, 베스트 커플상 유호정
- 2003년 KBS 연기대상 남자 인기상, 베스트 커플상 김승우